# Sadhana Shivdasani

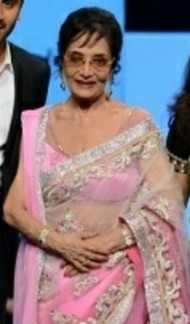
Sadhana Shivdasani

Sadhana Shivdasani (2 september 1941  - 25 december 2015), in de volksmond bekend onder het mononiem Sadhana, was een Indiase filmactrice, die in veel succesvolle films uit de jaren zestig en zeventig verscheen. Sadhana wordt beschouwd als een van de beste en iconische filmactrices in de geschiedenis van de Hindi-cinema, en was de best betaalde actrice van haar tijd van begin jaren zestig tot eind jaren zeventig. 
In een carrière van meer dan vier decennia speelde Sadhana een hoofdrol in meer dan 30 succesvolle films zoals Hum Dono, Woh Kaun Thi, Rajkumar, Waqt, Mere Mehboob, Mera Saaya, Anita, Sachaai en Ek Phool do mali. Shivdasani verscheen in de Sindhi-taalfilm Abaana en kwam de Hindi-filmindustrie binnen via de romantische film Love in Simla uit de jaren zestig. Haar pony-kapsel werd populair in de jaren 1960 en werd bekend als de "Sadhana-snit".  
Ze werd beroemd met haar drie spannende thrillerfilms; Woh Kaun Thi? (1964), Mera Saaya (1966) en Anita (1967), allemaal geregisseerd door Raj Khosla. Sadhana kreeg een dubbele rol in haar twee commercieel succesvolle films Woh Kaun Thi? en Mera Saaya. Ze werd genomineerd voor de Filmfare Award voor beste actrice voor films zoals Woh Kaun Thi? en Waqt in respectievelijk 1965 en 1966. Ze nam halverwege de jaren zeventig afscheid van de filmindustrie, waarvoor ze ook enkele films regisseerde en coproduceerde. Ze ontving de IIFA Lifetime Achievement Award voor haar bijdragen aan hit- en groenblijvende klassieke films van Bollywood. 
Sadhana trouwde haar liefde in Shimla- directeur RK Nayyar in 1966. Hun huwelijk duurde 30 jaar en eindigde toen RK Nayyar stierf in 1995. Sadhana trouwde nooit na zijn dood en woonde het grootste deel van haar leven alleen. Sadhana werd op haar oude dag gediagnosticeerd met kanker die haar tot haar dood op 25 december 2015 leidde.
- Gemeinsame Normdatei: 139172602
- International Standard Name Identifier: 0000 0000 7984 8362
- Library of Congress Control Number: n2007201631
- Virtual International Authority File: 16686509
- WorldCat: E39PBJfcPk4XGCjTRjVHB8JFKd